# Rombisan
Rombisan is een bestuurslaag in het regentschap Labuhan Batu Utara van de provincie Noord-Sumatra, Indonesië. Rombisan telt 1162 inwoners (volkstelling 2010).